# 草沟镇
草沟镇，是中华人民共和国安徽省宿州市泗县下辖的一个乡镇级行政单位。

## 行政区划
草沟镇下辖以下地区：
草沟村、街西村、侍圩村、汪尚村、官塘村、于韩村、秦桥村、王楼村、瓦韩村、于城村、大梁村、李圩村、大安村、大张村、孙巷村、桥东村、街南村和夏庙村。